# NGC 1150
NGC 1150 (również PGC 11144) – galaktyka soczewkowata (S0), znajdująca się w gwiazdozbiorze Erydanu. Odkrył ją 31 grudnia 1885 roku Francis Leavenworth.